# پل فورستر
پل فورستر (انگلیسی: Paul Foerster؛ زادهٔ ۱۹ نوامبر ۱۹۶۳) قایقران قایق بادبانی اهل ایالات متحده آمریکا بود.